# Ernst Thoms
Pour les articles homonymes, voir Thoms.
Ernst Thoms (né le 13 novembre 1896 à Nienburg/Weser, mort le 11 mai 1983  à Wietzen) était un peintre allemand lié au courant de la Nouvelle Objectivité.

## Galerie

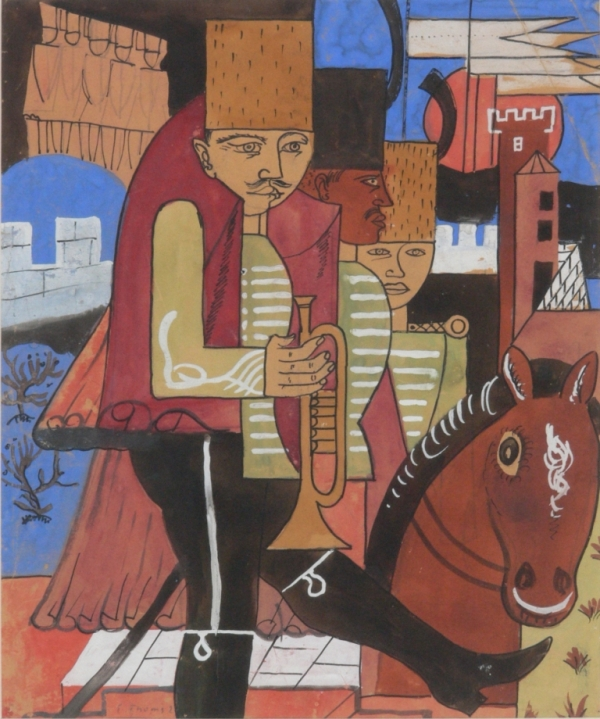
Les Hussards, 1924.
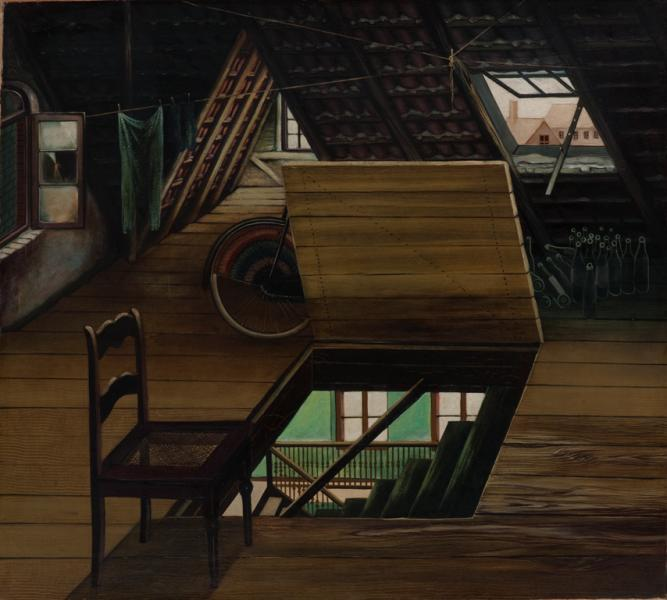
Les Combles, 1926. Sprengel Museum Hannover.
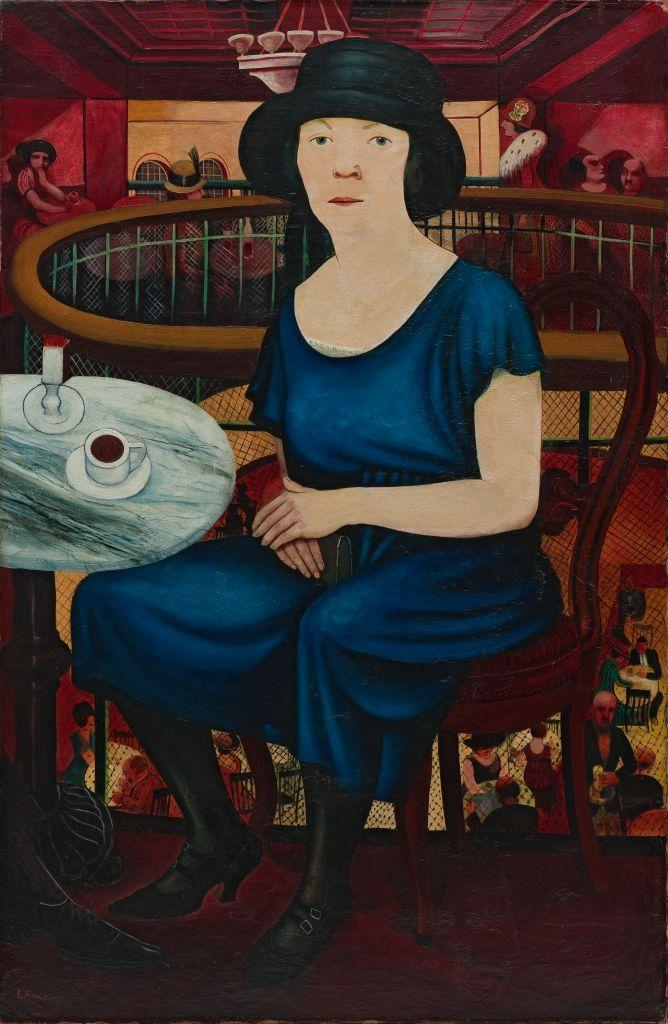
Jeune femme dans un café, 1925. Sprengel Museum Hannover.
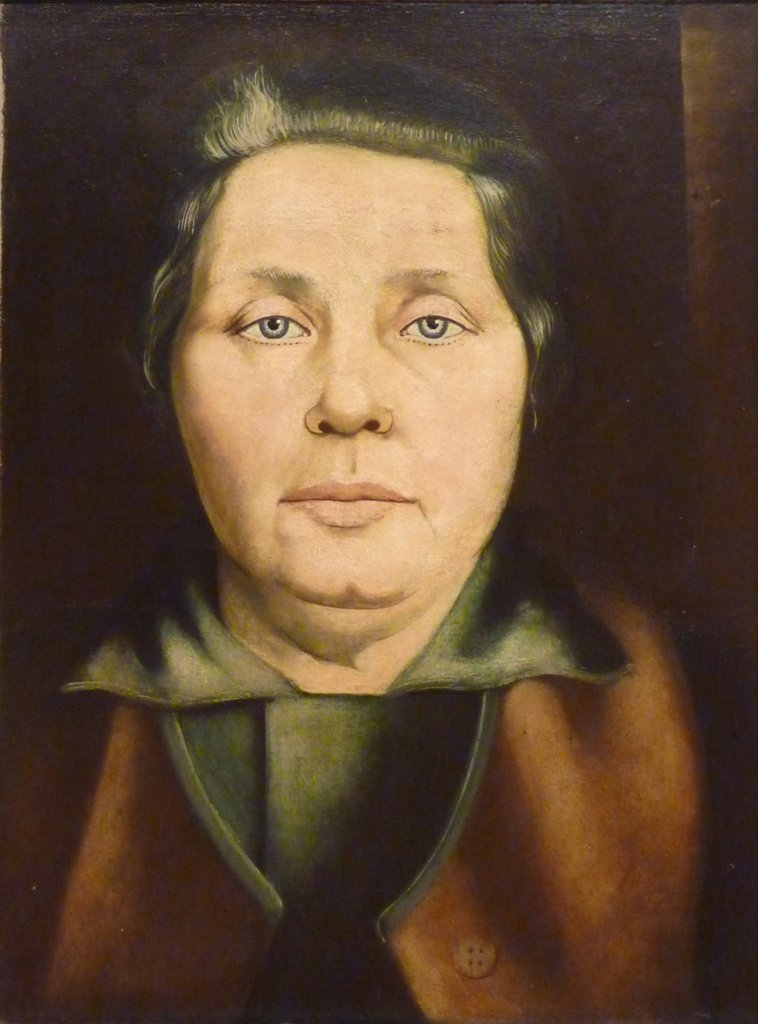
Portrait de la mère, 1928. Museum Nienburg (de).
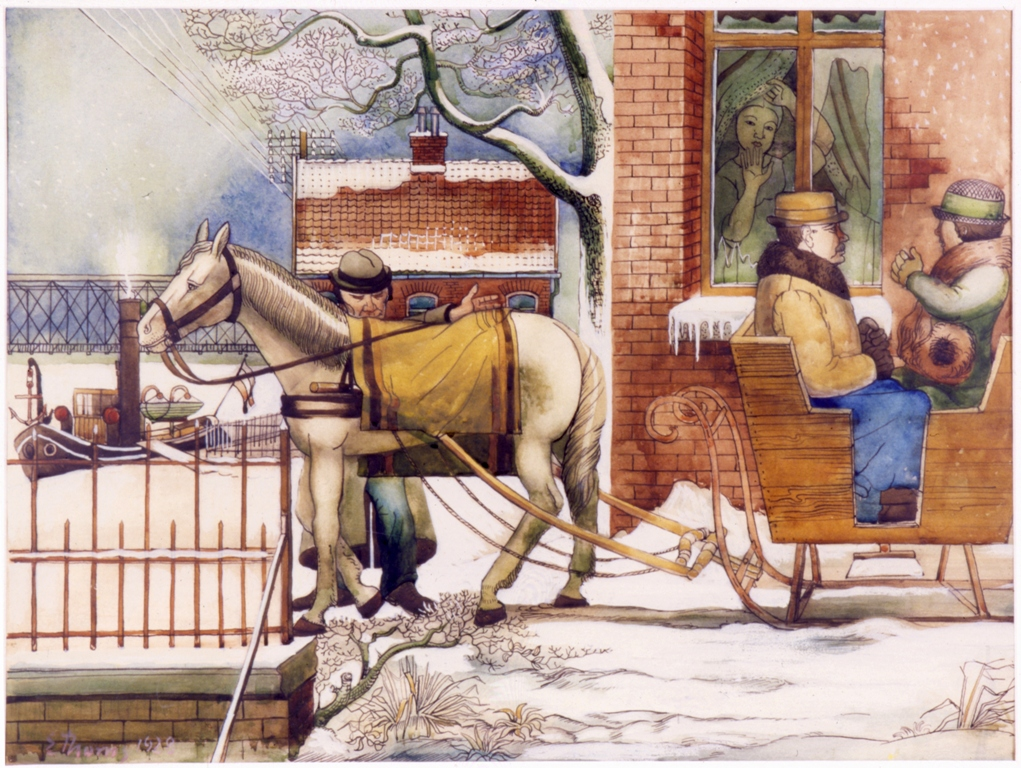
C'est l'hiver, 1928. Museum Nienburg (de).
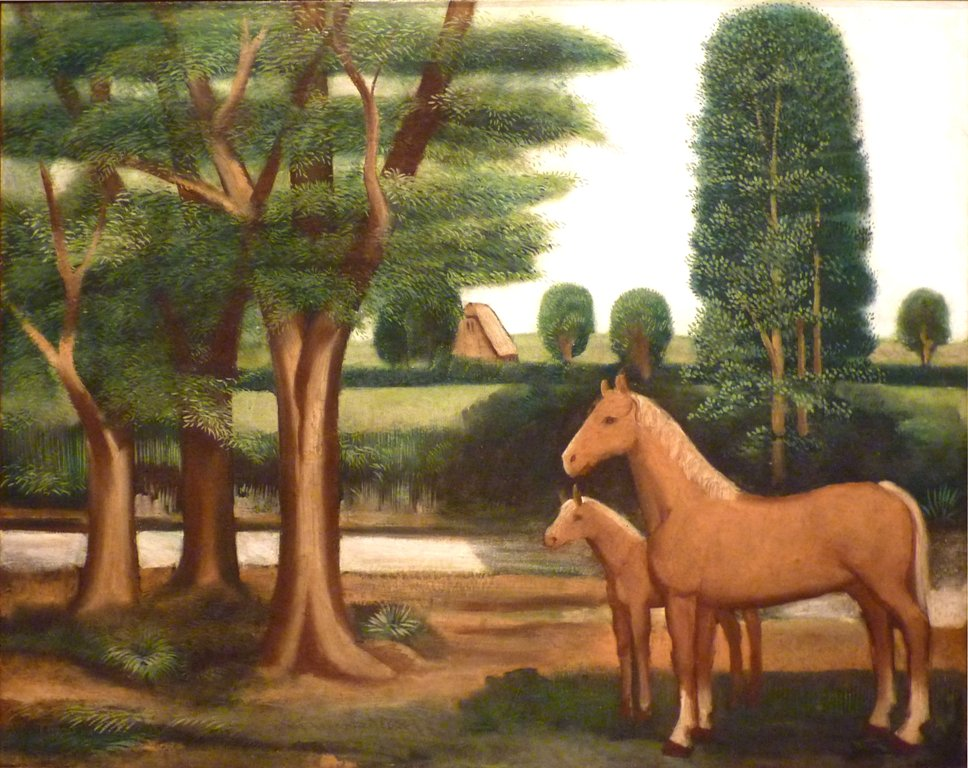
Les Chevaux et les arbres, 1928.
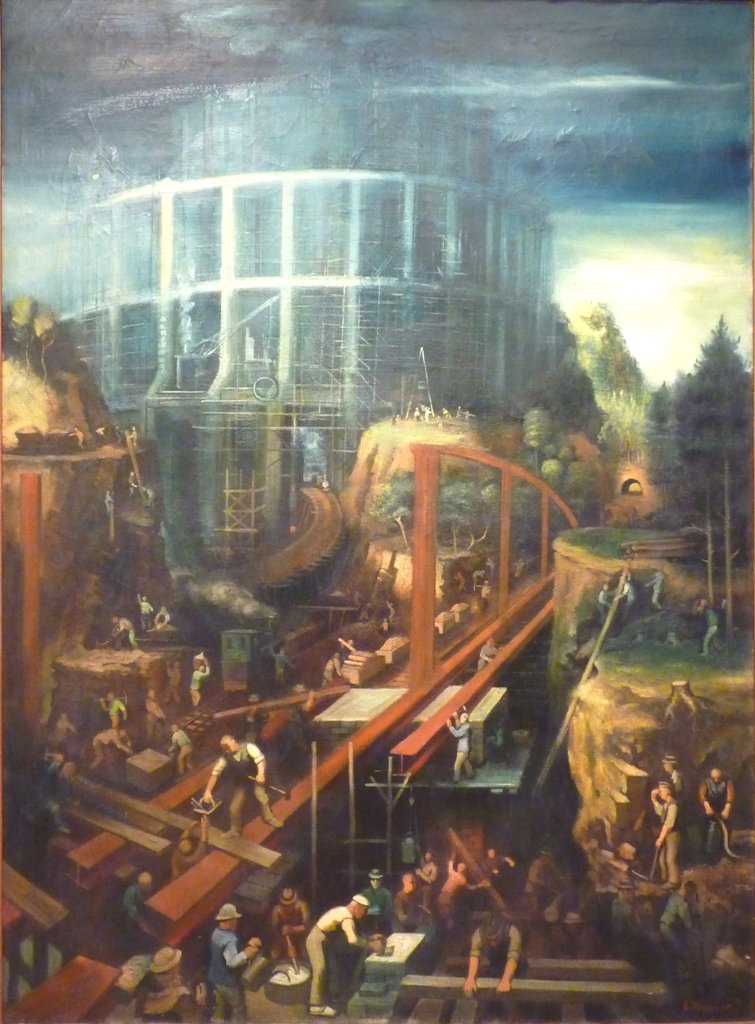
La Construction de la tour, 1937.
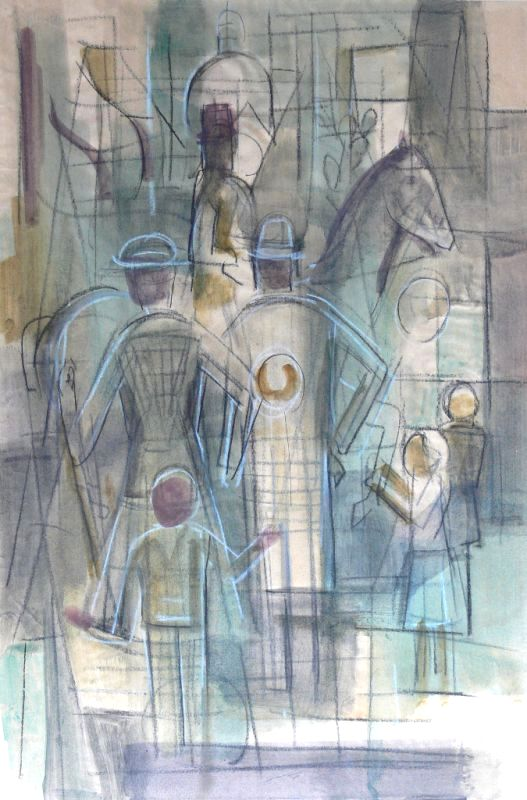
Le Chevalier dans la ville, 1959.